# 陶謨
陶謨（1496年—1555年），字大顯，號見湖，浙江嘉興府秀水縣人，軍籍，明朝政治人物。

## 生平
嘉靖七年（1528年）戊子科浙江鄉試第二十九名舉人，十一年（1532年）中式壬辰科會試第一百二十名，三甲第一百二十二名進士。刑部觀政，授建德縣知縣，十四年（1535年）調莆田縣知縣，十六年（1537年）十二月升四川道監察御史，改廣西道監察御史，二十五年（1546年）巡按江西，同年任江西鄉試同考官，二十八年（1549年）十月升大理寺左寺丞，三十四年（1555年）以侍養卒於家。

## 家族
曾祖陶澤，義官；祖父陶楷，義官；父陶儼，河南按察司副使。母姜氏（封孺人）。具慶下。弟陶諾、陶託、陶誥、陶訥、陶試、陶誼、陶訓。